# Call of Duty: Modern Warfare 2
Call of Duty: Modern Warfare 2 este un joc FPS pentru Windows, Playstation 3 și Xbox 360 făcut de Infinity Ward și publicat de Activision. Anunțul oficial al jocului a fost făcut în data de 11 februarie 2009. Jocul s-a lansat în toată lumea pe 11 noiembrie 2009. Este al șaselea joc din seria Call of Duty.

## Povestea

### Personajele
- Căpitanul John "Soap" MacTavish - Protagonistul jocului. Se întoarce de la Call of Duty 4: Modern Warfare, acum ca comandant al echipei Task Force 141.
- Căpitanul John Price - Personajul secundar. De asemenea, el se întoarce de la Call of Duty 4: Modern Warfare. A fost prizonier în Gulagul din Rusia, fiind ulterior eliberat.
- Sergentul Gary "Roach" Sanderson - personajul principal.Este un membru al Task Force 141.
- Locotenent Simon "Ghost" Riley - Membru al Task Force 141. De asemenea, el apare în revista: Modern Warfare 2: Ghost
- Pvt.James Ramirez - Personaj jucabil. Este membru celui de-al 75th Ranger Regiment din coasta estică a SUA, în timpul invaziei ruse.
- Pvt. First Class Joseph Allen (Alexei Borodin)-soldat din echipa Ranger și agent CIA
- Informatorul Nikolai-se întoarce din jocul precedent
- Caporalul Dunn și Sergeant Foley: membrii Ranger care au desfășurat defensiva împotriva rușilor în Virginia și Washington

#### Antagoniștii
- Locotenentul General "Gold Eagle" Shepherd: comandantul regimentelor Task Force 141 și U.S. Army Rangers. În Call of Duty 4:Modern Warfare, a pierdut 30 000 soldați în urma exploziei bombei atomice, declanșată de Khaled al-Assad și Makarov. Refuză să creeze în preluarea Rusiei de către ultranaționaliști și dorește ca SUA să-și păstreze rolul de "Jandarm mondial" și puterea militară. Devine atât de furios, încât răzbunarea sa asupra ultranaționaliștilor și intervenția sa în masacrul de la aeroport provoacă războiul ruso-american. Fiind responsabil pentru izbucnirea acestui război, el dorește să devină erou de război și înnebunește, trădându-i pe membrii regimentului Task Force 141.

- Vladimir R. Makarov: principalul inamic al Statelor Unite, el devine noul lider terorist ultranaționalist după uciderea lui Zakhaev. În semn de răzbunare, provoacă diverse atentate, fiind și autorul masacrului de civili din aeroportul din Moscova. Acest atentat reprezintă un pas important spre izbucnirea războiului ruso-american. Crezând că CIA a complotat împotriva Rusiei prin organizarea atentatului, președintele Rusiei inițiază invazia rusă asupra Coastei estice ale Statelor Unite.

- Alejandro Rojas: traficant de arme din Rio de Janeiro; și acesta se face responsabil pentru masacrul din aeroport, deoarece i-a vândut arme lui Makarov.

### Rezumat
După 5 ani de la evenimentele din primul joc, ultranaționaliștii preiau controlul asupra Rusiei, declarându-l pe Imran Zakhaev ca erou martir, ridicându-i o statuie în Piața Roșie. Între timp, unul dintre locotenenții săi, Vladimir Makarov începe campania de răzbunare asupra Occidentului prin diferite acte de terorism.
În 2016, Pvt. Joseph Allen din trupele US Army Ranger este recrutat de generalul Sheperd în războiul de combatere a terorismului în Afghanistan. Asta în timp ce Soap McTavish (avansat în gradul de căpitan al echipei  Task Force 141) împreună cu Sergentul Gary Roach Sanderson se infiltrează într-o bază aeriană din Munții Tian-Șan (Kazakhstan) pentru a regăsi un sistem ACS, Sheperd îl trimite pe Allen într-o misiune sub acoperire pentru CIA, sub pseudonimul "Alexei Borodin", ca să participe în masacrul de civili organizat de Makarov la aeroportul  Internațional Zakhaev,din Moscova, sperând că va afla mai multe informații despre noul lider terorist.
Dar Makarov îi descoperă adevărata identitate și îl împușcă pe Allen, iar descoperirea cadavrului său de către jandarmii ruși aprinde scânteia războiului dintre SUA și Rusia.
Crezând că este un atac terorist sprijinit de americani, președintele Rusiei răspunde cu o invazie masivă surpriză asupra Statelor Unite. Sergentul Foley conduce echipa US Army Ranger, inclusiv Pvt. James Ramirez, în apărarea  suburbiei din nord-estul statului Virginia împotriva invaziei ruse. Ei continuă defensiva în Washington, D.C. pentru a prelua controlul asupra Capitoliului.
Între timp, Task Force 141 caută dovezi care să ateste că nu SUA e implicată în atentatul terorist de la aeroport și că creierul din spatele atentatelor e Makarov. Ei se duc în Brazilia, la Rio de Janeiro, unde îl găsesc pe traficantul de arme, Alejandro Rojas care le dă detalii despre cel mai mare dușman al lui Makarov-"prizonierul 627", care este încarcerat într-un gulag rusesc aflat la est de Petropavlovsk Kamciațki, Peninsula Kamtchatka.
Membrii Task Force 141 ajung acolo și află că prizonierul era însuși fostul căpitan Price (care în anul 2013, în urma eșecului operațiunii Kingfish de căutare a lui Makarov, a fost capturat de ruși și luat ca prizonier).
Echipa ajunge la un port rus din Siberia pentru a prelua controlul asupra unui submarin nuclear. Este lansată o rachetă  balistică EMP spre straturile superioare ale atmosferei de deasupra Statelor Unite, pentru a opri invazia rusă, însă involuntar, pulsul electromagnetic distruge și Stația Spațială Internațională și, totodată, distruge întreaga infrastructură din America de Nord; toate elicopterele prăbușindu-se la pământ, iar vehiculele militare sunt dezactivate.
Echipa lui Foley preia continua defensivă spre acoperișul Casei Albe și preiau controlul asupra Washingtonului.
Pentru a găsi ascunzătoarea lui Makarov, Task Force 141 decide să se despartă. Price și Soap călătoresc spre o aeronavă din Afganistan, în timp ce Roach și Ghost conduc raidul asupra lui Makarov pe o frontieră rusă din Georgia din Munții Caucaz. Într-o ascunzătoare, Roach și echipa sa obțin "agenda de operațiuni" a lui Makarov din baza sa de date și scapă de oamenii lui Makarov în urmărire.
Cu toate acestea, când ajung la elicopter, Shepherd îi trădează și îi împușcă pe Roach și Ghost cu un revolver furând DSM-ul, luându-le agenda și ordonând soldaților săi să le incendieze trupurile. Price și Soap, deja conștienți de trădarea generalului, supraviețuiesc dintr-o bătălie dintre trupele americane ale lui Sheperd și soldații lui Makarov, cu ajutorul lui Nikolai.
În timp ce scăpau, Price l-a contactat pe  Makarov pe un post de radio deschis că face o afacere pentru a-l ucide pe Shepherd. Cu părere de rău, Makarov dezvăluie locul de amplasare a bazei lui Shepherd în munții din Afganistan. Price și Soap organizează un raid asupra bazei într-o încercare de-a se răzbuna pe Shepherd într-o misiune sinucigașă. În timpul infiltrării, Sheperd distruge baza, folosind sistemul de auto-distrugere, apoi încearcă să scape cu o barcă pe râu, fiind urmărit de cei doi protagoniști.
Price și Soap ajung cu barca la cascadă, în momentul în care Sheperd se îmbarcase deja în elicopter. Price trage cu lansatorul de grenade, țintind unul din motoarele elicopterului. Elicopterul se prăbușește, dar și Price și Soap, aflați în barcă, cad în gol, în cascadă.
Ieșind la suprafață, Soap îl găsește pe malul râului pe Sheperd și încearcă să-l ucidă cu un cuțit, dar Sheperd îl lovește și îi bagă cuțitul în abdomen. După ce își dezvăluie motivul trădării (el își pierduse cei 30 000 de soldați din USMC în explozia bombei atomice din 2011 și dorea să devină erou de război), gata să-l împuște pe Soap, Price intervine și cei doi se angajează într-o luptă corp la corp. Soap își scoate cuțitul din abdomen și îl aruncă spre Sheperd. Cuțitul țintește ochiul stâng a lui Sheperd, omorându-l.
Price îl bandajează pe Soap, acesta fiind grav rănit, iar Nicolai îi îmbarcă pe cei doi în elicopterul său, spunând că cei doi sunt căutați de armata americană și îi duce într-un loc sigur, unde Soap va primi îngrijiri medicale.

## Multiplayer și Spec Ops
Odată cu terminarea „poveștii”, tot ce mai rămâne de făcut e fie accesarea modului cooperativ, Spec Ops, fie a clasicului multiplayer competitiv. În cazul primei opțiuni, obiectivele variază de la „survival”, fie contra-timp, si chiar se poate juca si in modul cooperativ.
Ca și în primul Modern Warfare, multiplayer-ul se bucură de  un sistem de levelling care deblochează arme și abilități noi pe măsură ce se obține tot mai multă experiență.